# Cocco (biologia)

Organizzazione schematica dei batteri cocciformi

In microbiologia per cocco si intende un batterio di forma sferoidale. Il termine, derivato dal latino coccinus (rosso scarlatto) a sua volta dal greco kokkos (bacca), si riferisce, oltre che a batteri perfettamente sferici, come gli stafilococchi, a batteri a forma di elmo, come gli pneumococchi, o a forma di rene, come le neisserie.
Molte specie (sia Gram positiva o negativa) hanno un'organizzazione caratteristica, che risulta utile per la loro identificazione. I cocchi infatti si possono presentare come cellule uniche, in coppie o possono formare gruppi. Queste diverse organizzazioni (raggruppamento) risultano da variazioni durante il processo riproduttivo, per cui tali batteri possono trovarsi sotto varie forme, tra cui:
- diplococchi (cocchi raggruppati in coppie, tra cui gli Enterococchi)
- tetracocchi (cocchi in gruppi di 4)
- catene (cocchi raggruppati in catenelle, tra cui gli Streptococchi)
- gruppi irregolari (tra cui gli Stafilococchi)

Tra i batteri cocciformi vi sono alcuni tra i più importanti patogeni umani, tra cui stafilococchi, streptococchi e neisserie, agenti causanti di varie forme di polmoniti, meningiti, setticemie, gonorrea ed infezioni del tratto urinario.

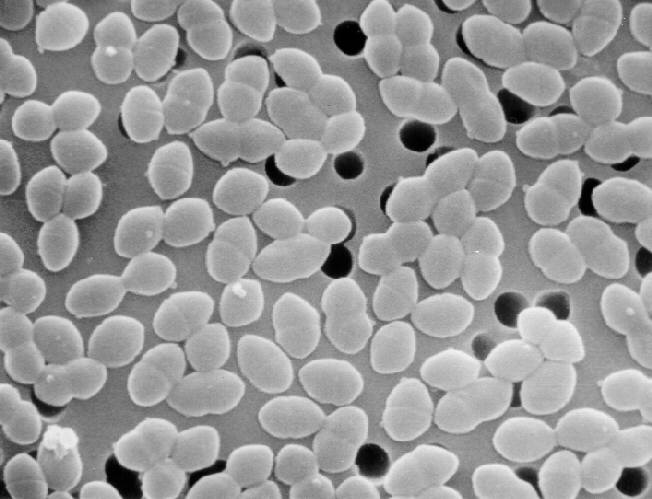
Enterococco
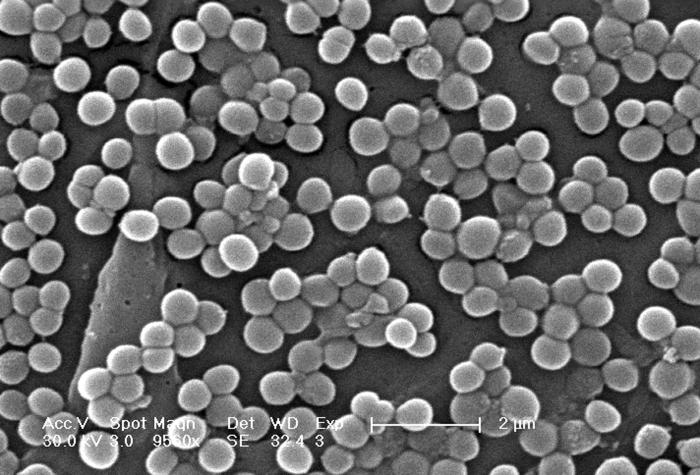
Staphylococcus aureus
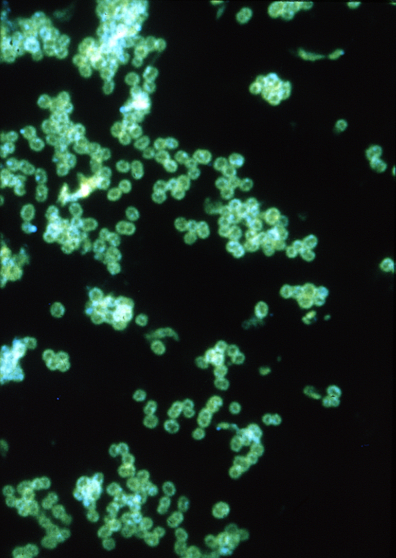
Neisseria gonorrhoeae
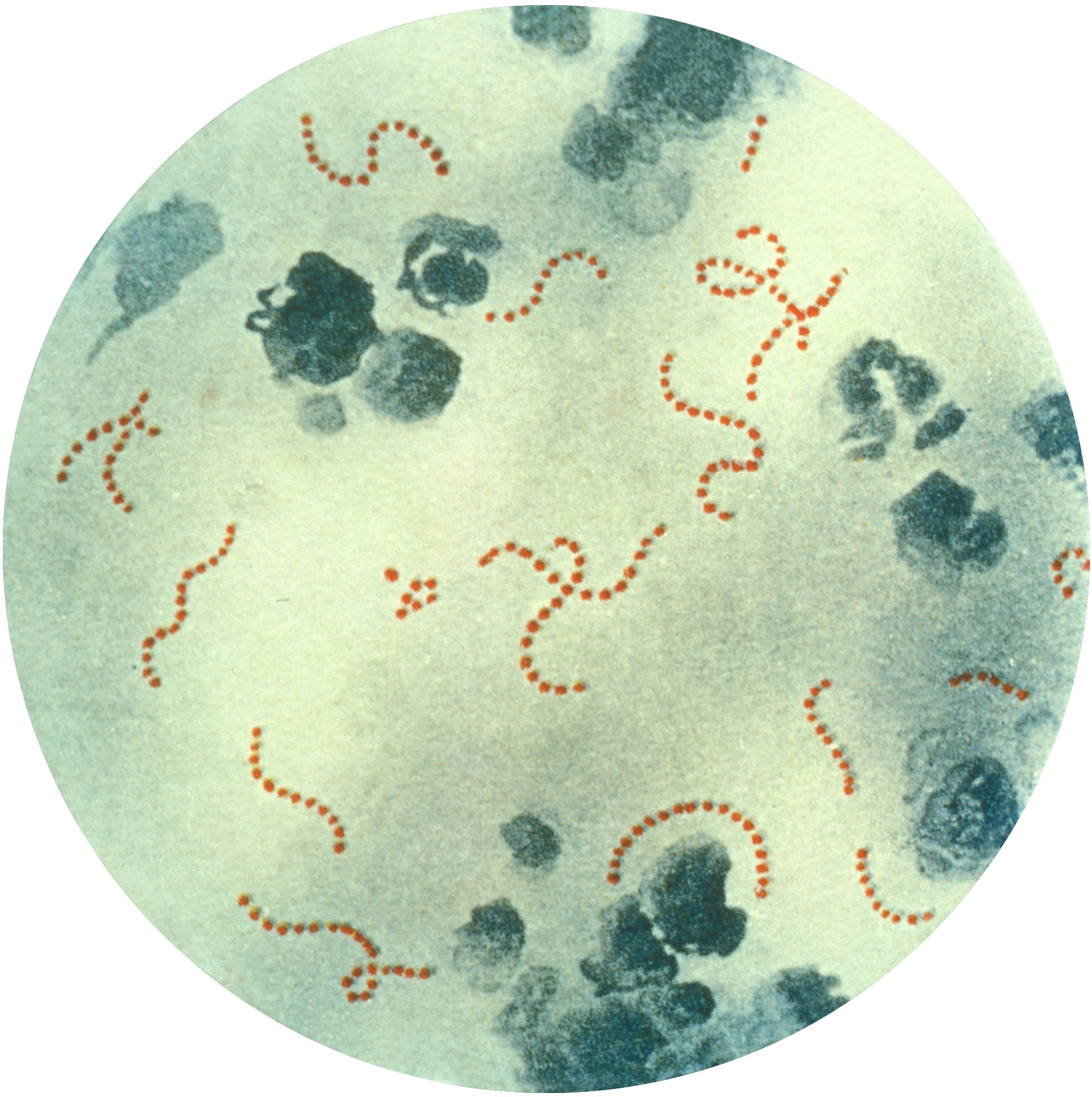
Streptococcus pyogenes